# Скорупский, Лукаш
Лу́каш Скору́пский (пол. Łukasz Skorupski; 5 мая 1991, Забже, Польша) — польский футболист, вратарь итальянского клуба «Болонья» и сборной Польши. Участник чемпионата Европы 2024.

## Карьера
Начал выступать в клубе «Гурник» с 2008 года. В 2011 году был арендован клубом «Рух», а в 2013 году подписал четырёхлетний контракт с клубом «Рома» итальянской Серии А.
С 2011 года призывался в молодёжные команды Польши до 20 лет и до 21 года. Дебютировал в основной сборной Польши в матче со сборной Македонии 14 декабря 2012 года.
Летом 2018 года перешёл в клуб «Болонья».

## Достижения
«Болонья»
- Обладатель Кубка Италии: 2024/25